# Río Teslin

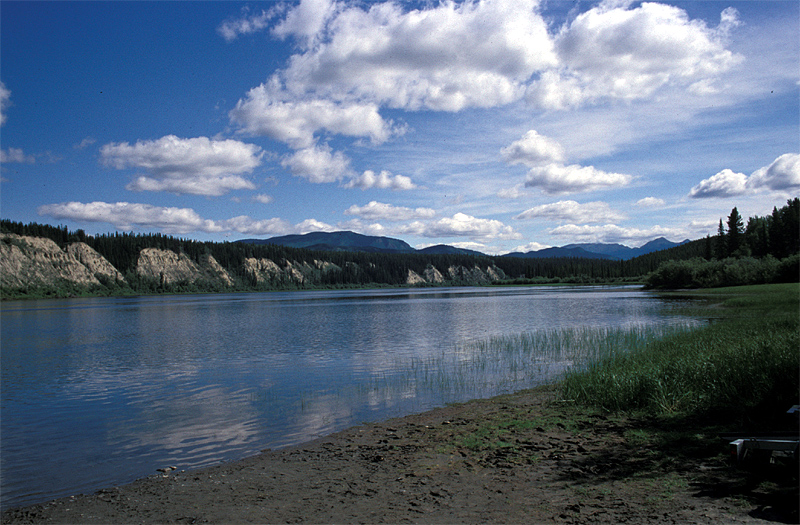
El río Teslin

El río Teslin (en inglés Teslin River) es un río de Norteamérica que discurre por el Canadá. Es un afluente del río Yukón. Nace en la Columbia Británica, para a continuación adentrarse en el territorio del Yukón, donde se une al Yukón después de 393 km de recorrido, cerca de la villa de Hootalinqua. Su cuenca es de 35.500 km².
Durante la fiebre del oro de Klondike, entre 1896 y 1899, el río se convirtió en una ruta popular para acceder a los campos de oro de Klondike cerca de Dawson City, después de que los buscadores de oro cruzaran las montañas de la Costa por el Chilkoot Trail o el White Pass.